# Вільям Олбан Філліпс
Албан Вільям Гаузго Білл Філліпс (18 листопада 1914, м. Даневирке, Нова Зеландія — 4 березня 1975, м. Окленд) — впливовий новозеландський економіст середини XX століття. Філліпс провів більшу частину своєї кар'єри в Лондонській школі економіки (LSE). Його найвідоміший внесок в економічну науку  — крива Філліпса, яка вперше була описана в 1958-му році. Він також розробив і створив гідравлічний комп'ютер MONIAC, що використовувався для моделювання економічних процесів.

## Життєпис
Албан Вільям Хаузго Біл Філліпс, народився 18 листопада 1914 року, недалеко від Даневирке, Нова Зеландія, в сім'ї молочного фермера Гарольда Хаузго Філліпса та його дружини Едіт Веббер, яка була шкільною вчителькою і начальником поштового відділення. Ще до закінчення школи Вільям залишив Нову Зеландію і відправився на роботу в Австралію.
На початку Другої світової війни він вступив в Королівські ВПС в Сінгапур, при падінні міста він служив у військах. Коли острів теж капітулював, Філліпс був захоплений японцями і залишався в полоні три з половиною роки в таборі військовополонених в Індонезії.
У 1946 році він став членом Ордена Британської імперії (MBE) за службу на війні. Після цього повернувся до Лондона, захопившись здатністю військовополонених організовуватися, він почав вивчати соціологію в Лондонській школі економіки. Але це швидко дратувало його, і, зацікавившись кейнсіанською теорією, він змінив курс на економічну науку.
В 1958 році Філіпс опублікував свою власну роботу по співвідношенню інфляції і безробіття, проілюстровану кривою Філіпса. Ця публікація, яка дала змогу збалансувати економіку повної зайнятості і низьку інфляцію, привернула увагу економістів і вчених. Якби він не помер так рано, внесок Філліпса міг би коштувати йому Нобелівської премії з економіки.
Філліпс вніс ряд інших важливих вкладів в економічну науку, зокрема в політику стабілізації.
У 1946-му Філліпс став членом Ордена Британської Імперії (MBE) за його заслуги на військовій службі. Після війни він перебрався в «Лондон», де почав вивчати соціологію у Лондонській школі економіки, але це йому так швидко набридло, що Вільям переключився на кейнсіанську теорію. Помінявши економічний курс, Філліпс став на 11 років професором економіки.
Будучи студентом Лондонської школи економіки, новозеландець використовував свою інженерну підготовку, щоб розробити аналоговий комп'ютер MONIAC, який використовувався для моделювання британських економічних процесів. Новинка була добре сприйнята, і Філліпсу незабаром запропонували місце викладача в Лондонської школи економіки. Він починав працювати простим асистентом з 1951-го, а в 1958-му став професором.
Філліпс повернувся до Австралії в 1967-му і став працювати в Австралійському національному університеті. У 1969 році його наздогнали наслідки перенесених ним негараздів і поневірянь в роки війни, а також пристрасть до паління після чого в його стався інсульт, через який економіст був змушений покинути Австралію і повернутися в Окленд, Нова Зеландія, де Філліпс вирішив викладати в Університеті Окленда.
Під час навчання в Лондонській школі економіки він розробив гідравлічний аналоговий комп'ютер для моделювання функціонування британської економіки. Цей комп'ютер називався автоматичним комп'ютером Національного грошового доходу «MONIAC», який, ймовірно, був нагадуванням американського комп'ютера «ENIAC». Здатність «МОНІАК» моделювати тонку взаємодію економічних параметрів, таких як податкові ставки і процентні ставки, зробила його потужним інструментом для свого часу. Філліпс представив його провідним економістам Лондонській школі економіки в 1949 році. «МОНІАК» був високо оцінений, і Філліпс незабаром отримав викладацький пост в Лондонської школи економіки.

## Останні роки життя
Він повернувся до Австралії в 1967 році, щоб зайняти посаду в Австралійському національному університеті, який дозволив йому присвятити половину свого часу вивченню китайської мови. З 1969 року наслідки його поневірянь під час війни і куріння наздогнали його: напад інсульт змусив його піти на пенсію раніше. Він повернувся до Нової Зеландії, Окленд, де і помер.
Він помер 4 березня 1975 року, у віці 60 років.